# Cod ATC D09
Cod ATC D09 este o parte a Sistemului de clasificare Anatomo Terapeutico Chimică.
D Preparate dermatologice
D 09 Pansamente medicamentoase

## D 09 A Pansamente medicamentoase

### D 09 AA Pansamente medicamentoase cu antiinfecțioase
D 09 AA 01 Framicetin
D 09 AA 02 Acid fusidic
D 09 AA 03 Nitrofural
D 09 AA 04 Nitrat fenilmercuric
D 09 AA 05 Benzododecină
D 09 AA 06 Triclosan
D 09 AA 07 Cetilpiridină
D 09 AA 08 Clorhidrat de aluminiu
D 09 AA 09 Povidonă-iod
D 09 AA 10 Clioquinol
D 09 AA 11 Benzalkoniu
D 09 AA 12 Clorhexidină
D 09 AA 13 Iodoform

### D 09 ABBandajecuzinc
D 09 AB 01 Bandaje cu zinc fără suplimente
D 09 AB 02 Bandaje cu zinc cu suplimente